# Józinki (Anusin)
Józinki – część kolonii Anusin w Polsce, położona w województwie łódzkim, w powiecie łęczyckim, w gminie Witonia.
W latach 1975–1998 Józinki administracyjnie należały do województwa płockiego.